# Gnomon (Zeitschrift)
Gnomon. Kritische Zeitschrift für die gesamte klassische Altertumswissenschaft ist die wichtigste deutsche Rezensionszeitschrift auf dem Gebiet der klassischen Altertumswissenschaften.

## Profil
Der Gnomon erscheint seit 1925, zuerst im Verlag Weidmann (damals Berlin), seit 1949 im Münchener Verlag C. H. Beck. Die Zeitschrift erschien bis 2025 in acht Heften pro Jahr, seither in vier Heften. Die ungeraden Nummern enthalten seit Band 22 (1950) zusätzlich zu den üblichen Beiträgen (Rezensionen, Nachrufe und Nachrichten) eine Bibliographische Beilage der Neuerscheinungen des Fachgebietes. Die Bibliographische Beilage verzeichnet „alle beachtenswerten einzeln käufliche Druckwerke, soweit sie der Redaktion bekannt werden“, Dissertationen (die nicht im Buchhandel erscheinen) „und Zeitschriftenaufsätze … jedoch nur solche, die der Redaktion eingesandt oder angezeigt werden“.
Vorbild für den Gnomon war die seit 1887 erscheinende britische Rezensionszeitschrift Classical Review. Seit 1948 erscheint in Österreich ein zweites deutschsprachiges Rezensionsorgan, der Anzeiger für die Altertumswissenschaft, der aber in Bedeutung deutlich hinter dem Gnomon zurücksteht.
Das Abkürzungsverzeichnis im Gnomon hat nach Übereinkunft vieler Fachgelehrten Standardcharakter. Derzeit sind Martin Bentz, Ruth Bielfeldt, Peter Eich, Hans-Joachim Gehrke, Christoph Horn, Martin Hose, Joseph Maran, Katharina Volk und Paul Zanker Herausgeber der Zeitschrift. Schriftleiter sind Martin Hose und Oliver Schelske. Heinz-Werner Nörenberg hatte diese Funktion von der September-Ausgabe 1968 bis zu seinem Ausscheiden zum Ende 2005 inne.

## Geschichte
Von den ursprünglich sechzehn Herausgebern wurden nach der Machtergreifung der Nationalsozialisten 1933 vierzehn entlassen, teils aus politischen oder ideologischen Gründen (wie Ludwig Curtius und Werner Jaeger). Die verbleibenden Herausgeber waren Matthias Gelzer und Gerhart Rodenwaldt sowie Richard Harder, der vorherige Redaktionsleiter, der seit 1930 ebenfalls Herausgeber war. Im Verlauf des Zweiten Weltkriegs änderte sich die Zusammensetzung der Redaktion mehrmals. 1940 übernahm der bisherige Redaktionsleiter Erich Burck die Mitherausgeberschaft, die er bis zu seinem Tode 1994 innehatte. 1944 erschien die letzte Ausgabe des Gnomon in kontinuierlicher Folge. Die erste Nachkriegsausgabe 1949 wurde von Erich Burck, Matthias Gelzer und Friedrich Matz herausgegeben.

## Gnomon Bibliographische Datenbank
Jürgen Malitz hat 1994 in Zusammenarbeit mit der Redaktion des Gnomon und dem Verlag C.H. Beck die Gnomon Bibliographische Datenbank erstellt. Mehr als 330.000 Titel – Monografien, Beiträge in Sammelwerken, Zeitschriftenartikel und Rezensionen – werden darin verzeichnet. Bibliographische Angaben aus über 200 führenden altertumswissenschaftlichen Zeitschriften und aus solchen Periodika, die nicht ausschließlich der Altertumswissenschaft gewidmet sind, aber regelmäßig Beiträge zur Antike enthalten, werden ausgewertet. Jährlich erfolgt ein Update mit einer erhöhten Zahl der ausgewerteten Zeitschriften und erfassten bibliographischen Angaben. Hinzu kommen bibliographische Angaben aus Reihen, deren Erscheinen bereits eingestellt wurde. Die Bedienung erfolgt in Deutsch oder Englisch. Der Vertrieb der vollständigen Datenbank als CD-ROM wurde 2009 eingestellt; sie steht seitdem zum kostenfreien Download zur Verfügung. Auch das 1996 gegründete Schwesterprojekt Gnomon Online, das Auszüge der Datenbank online bereitstellte, wurde mittlerweile eingestellt. Seit 2019 ist – gefördert durch die DFG und in Kooperation mit der Bayerischen Staatsbibliothek München – eine neue Plattform (GBD 2.0) für die Recherche verfügbar.

## Liste der Herausgeber
| - 1925–1933: Ludwig Curtius - 1925–1933: Ludwig Deubner - 1925–1933: Eduard Fraenkel - 1925–1962: Matthias Gelzer - 1925–1933: Ernst Hoffmann - 1925–1933: Werner Jaeger - 1925–1933: Walther Kranz - 1925–1933: Karl Meister | - 1925–1933: Peter von der Mühll - 1925–1933: Karl Reinhardt - 1925–1943: Gerhart Rodenwaldt - 1925–1933: Wilhelm Schubart - 1925–1933: Wilhelm Schulze - 1925–1933: Eduard Schwartz - 1925–1933: Johannes Stroux - 1925–1933: Wilhelm Weber | - 1930–1943: Richard Harder - 1940–1994: Erich Burck - 1949–1965: Friedrich Matz - 1954–1977: Walter Marg - 1963–1978: Hermann Strasburger - 1966–1977: Nikolaus Himmelmann - 1975–2017: Ernst Vogt - seit 1978: Paul Zanker | - 1979–1995: Walter Schmitthenner - 1988–2007: Carl Joachim Classen - seit 1996: Hans-Joachim Gehrke - 2000–2016: Henner von Hesberg - seit 2000: Martin Hose - seit 2010: Christoph Horn - seit 2010: Joseph Maran - seit 2010: Katharina Volk | - seit 2017: Martin Bentz - seit 2017: Ruth Bielfeldt - seit 2017 Peter Eich |

Redaktions- beziehungsweise Schriftleitung
- 1925–1930: Richard Harder
- 1965–1970: Walther Ludwig
- 1968–2005: Heinz-Werner Nörenberg
- 2005–2015: Maximilian Braun
- seit 2016: Martin Hose und Oliver Schelske